# Maroko na Letnich Igrzyskach Olimpijskich Młodzieży 2010
Maroko na Letnich Igrzyskach Olimpijskich Młodzieży w Singapurze w 2010 reprezentować będzie 5 sportowców w jednej dyscyplinie.

## Skład kadry

### Lekkoatletyka
Mężczyźni
- Abdel-Hadi Apali (Bieg na 1000 metrów)
- Younis Cain (Rzut dyskiem)
- Hisham Alskini (Bieg na 3000 meteów)

Kobiety
- Manal Bahrawy (Bieg na 1000 metrów)
- Wafa Tijani (Bieg na 2000 m z przeszkodami)